# 陈玉梅 (电影演员)
陈玉梅 （1910年—1985年），中国女电影演员和歌唱演员，活跃在1920年代至1930年代。在她的事业高峰期，她是中国最顶尖的影星之一，於1934年获誉为“电影皇后”。陈玉梅致力于推广节俭美德，因此有个“节俭明星”的外号。陈玉梅在事业高峰期，嫁給天一影片公司的老板邵醉翁，於結婚后息影。

## 事业
陈玉梅在1910年生于江苏省常州孟河镇，原名费梦敏。 曾祖父費伯雄，父費繩甫，堂兄費子彬（1891年-1981年，名保彦）。
陈玉梅13岁出演第一部电影，在商务印书馆活动影戏部出品的电影《松柏缘》中饰演一配角。陈玉梅在15岁时进入邵醉翁主办的笑舞臺训练班。1926年，她加入邵氏新创办的天一影片公司，被邵醉翁选为电影《唐伯虎點秋香》中女主角秋香的扮演者。这部电影反应平平，陈玉梅仍然位居胡蝶和吴素馨之后的二線演员。
1928年，天一公司的女明星胡蝶转投天一公司的主要竞争对手 明星影片公司，陈玉梅取代了胡蝶的位置，成为一号女演员 。陈玉梅主演了天一出品的30余部电影，比较著名的片有1932年拍摄的《芸兰姑娘》、1933年拍摄的《生机》和《挣扎》。陈玉梅多扮演悲剧角色。在一次采访中，陈玉梅称《生机》是她演过的最好的电影:114。这部进步电影被上海公共租界工部局封禁。她还演唱了她的电影的多首主题曲，并有多首歌曲排在排行榜前列，曾由百代唱片灌制一部唱片:115。
陈玉梅提倡节俭，被人送外号“节俭明星”。陈玉梅经常穿普通布料做的旗袍出席公共活动，曾被人看到在高档社交场合抽廉价香烟。:117

## 获奖

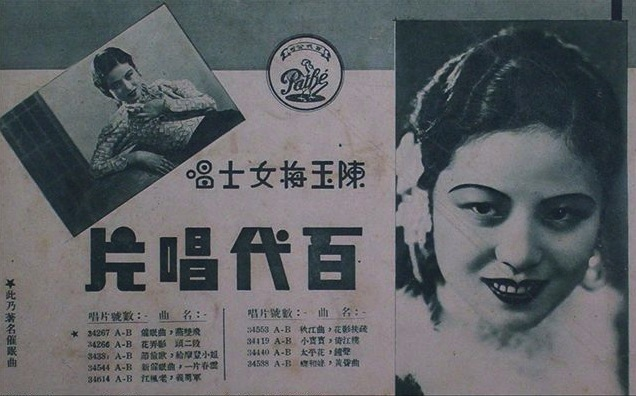
百代唱片出品的陈玉梅的音乐唱片

1933年，陈蝶衣主办的《明星日报》组织“电影皇后大选举”活动，是中国第一次电影明星票选活动。全国的影迷，甚至远至日本的影迷，都参与了这次票选活动，结果于2月28日揭晓。陈玉梅的前同事胡蝶获得冠军，获得21,334张支持票，被评为“电影皇后”。陈玉梅获得亚军，得到10,028支持票，领先于联华影业公司的明星阮玲玉，她获得季军，得到7,290 张支持票。
1934年，《影戏生活》周刊组织第二次“电影皇后”评选活动。这一次评选活动中，陈玉梅获得30,232张支持票，赢得“电影皇后”称号。但是，有人称，她的当选是天一公司的老板邵醉翁作弊得来的。:119

## 婚姻和息影

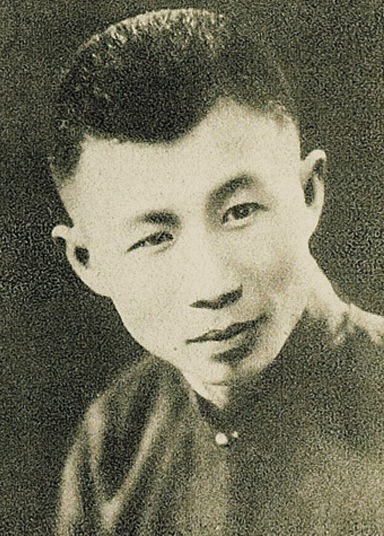
陈玉梅的丈夫邵醉翁

1934年，陈玉梅赢得“电影皇后”称号之后不久与她的老板邵醉翁结婚，并就此息影:120。同年，天一公司在香港九龙建立一影片公司，邵醉翁携陈玉梅来到香港 。天一公司在上海的生意毁于抗日战争。中华人民共和国成立后，邵醉翁引退，于1975年在上海去世。陈玉梅保持低调，据报道于1985年去世。